# Moringua ferruginea
Espèce
Moringua ferruginea est une espèce de poissons téléostéens serpentiformes.